# Swing Life Away
Singles de Rise Against
Give It All
(2004) Life Less Frightening
(2005)
Pistes de Siren Song of the Counter Culture
Dancing for Rain Rumors of My Demise Have Been Greatly Exaggerated
Swing Life Away est une chanson du groupe de punk rock Rise Against. Cette chanson est le deuxième single extrait de leur troisième album Siren Song of the Counter Culture et se démarque des autres chansons de Rise Against: elle est jouée en acoustique, les paroles sont optimistes et parlent de contentement avec une vie moins-que-parfaite.
Il existe une version alternative du morceau, enregistrée au LA studio de BBC Radio 1 lors de l'émission "Radio 1 Punk Show".
En 2013, le rappeur américain Machine Gun Kelly sort sa mixtape Black Flag, sur laquelle se trouve une cover de la chanson. Agrémentée de couplets rap et avec un refrain chanté par Kellin Quinn Bostwick (chanteur du groupe Sleeping with Sirens), la nouvelle version reçoit un accueil mitigé. MGK explique que Rise Against a approuvé la cover après que ce dernier ait écrit une lettre au groupe.